# Підгірці (Золочівський район)
Підгі́рці — село в Україні, у Заболотцівській сільській громаді Золочівського району Львівської області. До 2020 року Підгірці разом з селом Загірці підпорядковувалися Підгорецькій сільській раді. Населення становить 1076 осіб.
Підгірці відомі давньоруським поселенням — городищем Пліснесько, Підгорецьким замком, монастирем василіян, чудотворним джерелом та Підгорецькою іконою Божої Матері.

## Географія
Село Підгірці розташоване при трасі Золочів—Броди, за 1,7 км від траси Київ—Львів на схилах горбів Вороняків, що підіймаються тут до 403 м над рівнем моря. Віддаль до обласного центру складає 85 км, до районного центру — 18 км та до адміністративного центру міської громади — 15 км. За 16 км знаходиться найближча залізнична станція Заболотці.

## Населення
Згідно з переписом УРСР 1989 року чисельність наявного населення села становила 1517 осіб, з яких 790 чоловіків та 727 жінок.
За переписом населення України 2001 року в селі мешкало 1076 осіб.
Мова
Розподіл населення за рідною мовою за даними перепису 2001 року був наступним:
| українська | 1068 | 99,26 |
| російська  | 8    | 0,74  |

## Історія

### Давньоруські часи
Околиці Підгірців здавна приваблювали людей. Вже у VII—XIV століттях тут на одній із гір на вигідному для оборони місці існувало давньоруське укріплене поселення Пліснесько. Під різними назвами воно згадується у літописах за 1188 і 1233 роки та в «Слові о полку Ігоревім». Перша літописна згадка пов'язана з невдалою спробою князя Романа Галицького вигнати з Пліснеська галицьких бояр та їх союзників — угорських феодалів. Друга — повідомляє про перемогу у Пліснеську Данила Романовича над боярами Арбузовичами. Від 981 року місто входило до складу держави Рюриковичів, при тому від 1054 року — до його Волинського князівства, а від 1199 року — до об'єднаного Галицько-Волинського князівства.
Збереглись рештки стародавнього міста — городище площею близько 160 га, оточене системою земляних валів та ровів, загальна довжина яких становить приблизно 7 км. Це найбільша і найкраща пам'ятка руських фортифікаційних споруд.
1241 року давній Пліснеськ був зруйнований військами хана Батия.

### Польська доба
Поселення відновилося перед 1400 роком і вже під сучасною назвою. Його землі на той час опинилися в прикордонній смузі між Польським королівством та Литовсько-Руським великим князівством, між якими не припинялися війни за цю територію, під час яких Підгірці переходили з рук у руки, аж поки 1432 року остаточно не закріпилися за Польським королівством, ввійшовши до його Руського воєводства. 1440 року польський король Владислав III Варненчик підтвердив шляхтичеві Іванові (Янушові) Підгорецькому право власності на Підгірці.
Проте військові лихоліття не полишали Підгірців. Розташовані на вододілі сточищ Дніпра і Дністра, яким проходив Чорний шлях, шлях постійних нападів військ Кримського царства на Польське королівство від початку XVI століття, Підгірці часто зазнавали нападів і спустошень.
1633 року Підгірці придбав великий коронний гетьман Станіслав Конецпольський, котрий майже відразу розпочав споруджувати там замок, який закінчили 1640 року.
Якщо їхати по шосе з Бродів на Львів, то відразу ж за Ясеновим погляд подорожніх привертає величний силует старовинного замку, що видніє на вершині сусідньої гори. Це і є уславлений колись у всій Європі, а тепер призабутий Підгорецький замок. В його ансамбль входить оточений складною оборонною системою триповерховий палац, заїжджий двір, костел і парк. 1643 року С. Конєцпольський заснував у селі єдвабну мануфактуру.
Під час походу 1648 року гетьмана Богдана Хмельницького до Львова Підгірці, найімовірніше, зазнали нападу українських військ, оскільки Александр Конєцпольський, тогочасний власник Підгірців, був особистим ворогом Б. Хмельницького. Чи було здобуто тоді замок у Підгірцях — невідомо. Проте селище напевно зазнало спустошень. Саме цим, очевидно, можна пояснити, що коли у червні 1651 року до Підгірців підступив відділок українського війська (близько 2 тисяч) з полку Івана Богуна і на них тут 4 червня напав відділок польського війська, «хлопи Русь, що замкнулися були в замочку у Підгірцях, — як згадує Войцех М'ясковський, — вискочили й помагали нашим бити козаків».
1682 року дідич Станіслав Ян Конецпольський, помираючи бездітним, заповів свій маєток у Підгірцях сину короля Яна ІІІ Якубу Людвіку Собеському. Фактично власником маєтку став його батько, тодішній король польський Ян III Собеський, який володів ним до своєї смерті 1696 року. Цей час позначений особливим розквітом маєтку.
1706 року під час військових дій Великої Північної війни у замку в Підгірцях зупинився цар московський Петро І Романов, який не втримався від спокуси поживитися чужим — прихопив із собою погруддя Яна ІІІ Собеського та його дружини, які ще й досі прикрашають собою його Літній палац у Санкт-Петербурзі.
1718 року («продавець» маєтку — королевич Константій Владислав Собєський), 1720 або 1725 року (за різними даними) маєток у Підгірцях придбав у Собеських Станіслав Матеуш Жевуський — майбутній гетьман великий коронний. 1720 року до Підгірців з Поділля було перевезено і встановлено дерев'яну церкву Святого Миколая, яка на довгий час стала осередком місцевого громадського життя.
Справжній розквіт Підгірці пережили 1728—1767 роки, коли маєтком у них володів Вацлав Петро Жевуський, пізніший гетьман великий коронний. Крім того, що замковий палац було надбудовано й додатково оздоблено та поповнено колекцією цінних речей, у ньому 1754 року було влаштовано оркестр та театр, драматичні твори для якого писав сам власник замку. У той же період у Підгірцях було побудовано пивний завод. 1766 року у Підгірцях було завершено будівлю храму (латинського обряду) Воздвиження Святого Хреста та Святого Йосипа.

### У складі Австро-Угорщини

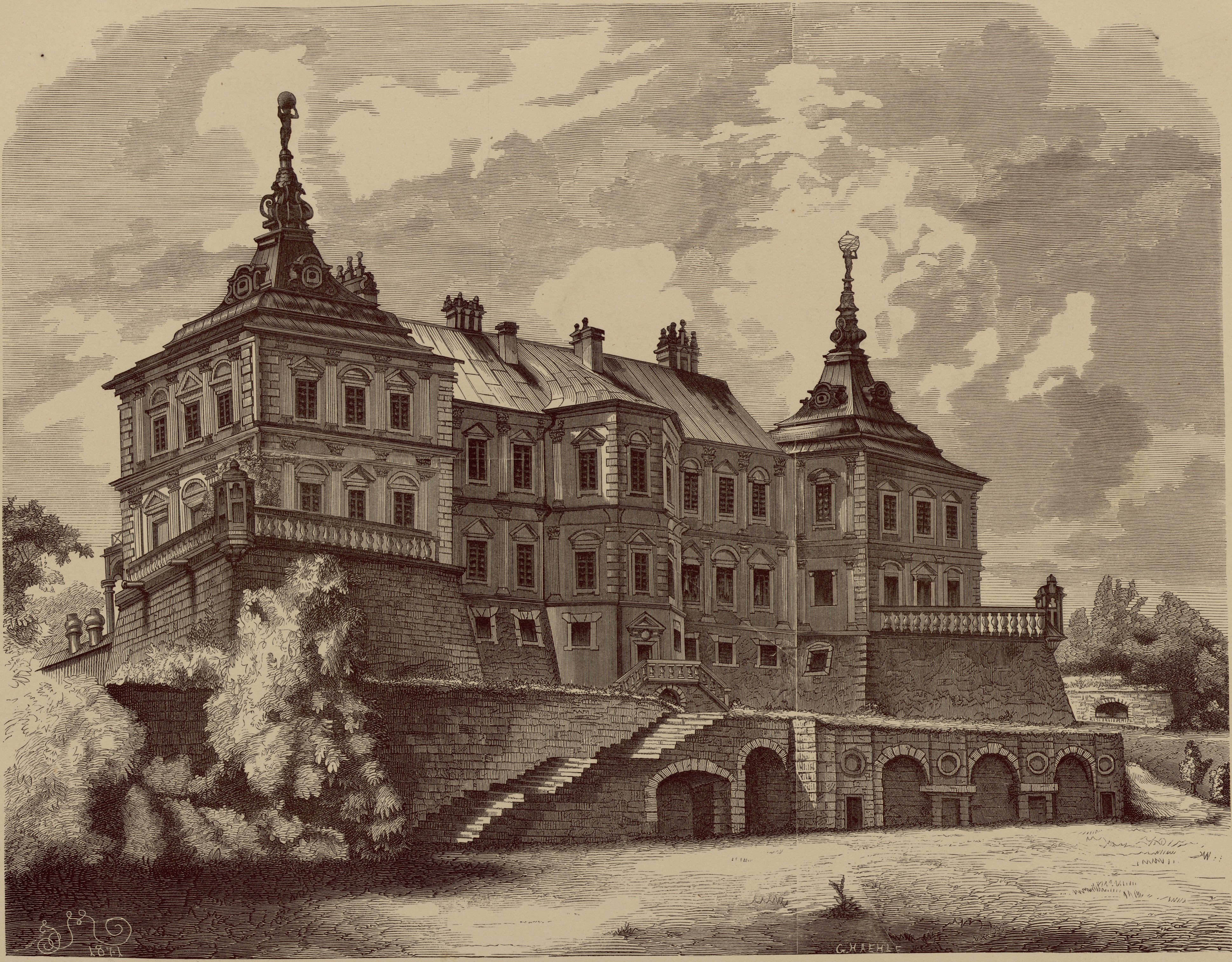
рисунок Яна Матейко, 1871

1767 року Вацлав-Пйотр Жевуський потрапив до московського полону. За його відсутності відбувся Перший поділ Речі Посполитої 1772 року, за яким Підгірці опинилися у складі держави Габсбургів. Влада цієї держави влаштувала розпродаж замкового майна Підгірців на торгах 1782, 1786 та 1787 роки. На останньому з цих торгів маєток був викуплений гетьманом польним коронним Северином Жевуським, сином Вацлава Петра Жевуського. Проте через свою участь у боротьбі за відновлення польської державності Жевуські не могли приділити уваги своєму маєтку у Підгірцях і він поступово занепадав, хоча 1826 року при замку почав діяти приватний музей.
Лише Лев Жевуський, повернувшись 1833 р. до Підгірців, почав відновлювати маєток. Незадовго до смерті, не маючи спадкоємців, 1864 або 1865 року продав маєток Володиславу-Єрониму Сангушку за умови, що той відновить замок. Син останнього — Остап-Станіслав Сангушко — протягом 1867—1903 років провів у замку ґрунтовні відновлювальні роботи. У 1870-х роках Підгірці відвідали видатні польські митці Наполеон Орда та Ян Матейко, які створили високомистецькі малюнки замку.

### Сучасність
12 червня 2020 року, відповідно до розпорядження Кабінету Міністрів України № 718-р «Про визначення адміністративних центрів та затвердження територій територіальних громад Львівської області», село увійшло до складу Заболотцівської сільської громади.
19 липня 2020 року, в результаті адміністративно-територіальної реформи та ліквідації Бродівського району, село увійшло до складу новоствореного Золочівського району.

## Підгорецький замок
Підгорецький замок побудований протягом 1635–1640 років під керівництвом відомого архітектора Андреа дель Аква за вказівкою коронного гетьмана Станіслава Конєцпольського. Є одним із найкращих в Європі зразків поєднання ренесансного палацу з бастіонними укріпленнями.
Замок має форму квадрата. Зі сходу, півдня і заходу замок оперізує смуга оборонних укріплень, оточена глибоким ровом та земляними валами.
Ренесансно-бароковий замок оточений двома парками: на півночі — парком італійського типу (на терасах), на півдні — регулярним парком французького типу у спрощених формах. Парк італійського типу заклали за єдиним планом. Йому притаманні неабиякий смак і високі художні якості. Для його створення були використані фонтан, партери різних типів, мармурові скульптури. Це був один з найкращих барокових садів на теренах України.

## Відомі люди
- Гавришків Богдан Михайлович — український літературознавець, перекладач. Кандидат філологічних наук, доцент.
- Дурняк Богдан Васильович — український учений у галузі комп'ютерних технологій друкарства. Доктор технічних наук, професор. Заслужений діяч науки і техніки України.  Ректор Української академії друкарства.
- Станіслав Фердинанд Жевуський — державний і військовий діяч Великого князівства Литовського і Речі Посполитої.
- Ілько Загоройко — війт села Підгірці, посол до Галицького сейму (1861—1866).
- Роман Загоруйко — член ОУН, сотник УПА.
- Котельницький Григорій Володимирович-«Шугай» — курінний УПА, командир Тактичного відтинку «Пліснесько» Військової округи «БУГ».
- Мастило Ярослав Іванович (1948—2020) — український архітектор.
- Євзебіуш Словацький (1772—1814) — польський теоретик та історик літератури, перекладач, драматург, поет і педагог; батько Юліуша Словацького[19].
- Чайка Роман Михайлович — український археолог, доцент кафедри історії Львівського державного університету імені Івана Франка, дослідник руських городищ Волині та Малого Полісся. Багатолітній керівник музею археології Львівського національного університету імені Івана Франка.

## Пам'ятки
- Городище X—XIII століть.
- Підгорецький замок (XVII століття).
- Храм блаженного Миколая Чарнецького та новомучеників УГКЦ (давніше Храм Воздвиження Чесного Хреста і Святого Йосифа), споруджений у 1752—1766 роках.
- Дерев'яна церква святого Архистратига Михаїла (1720 рік).
- Парк та заїжджий двір XVIII століття.
- Василіянський монастир Благовіщення Пресвятої Богородиці (пам'ятка архітектури XVIII століття).

6 березня 2014 року в селі відкрили пам'ятник Тарасові Шевченку.

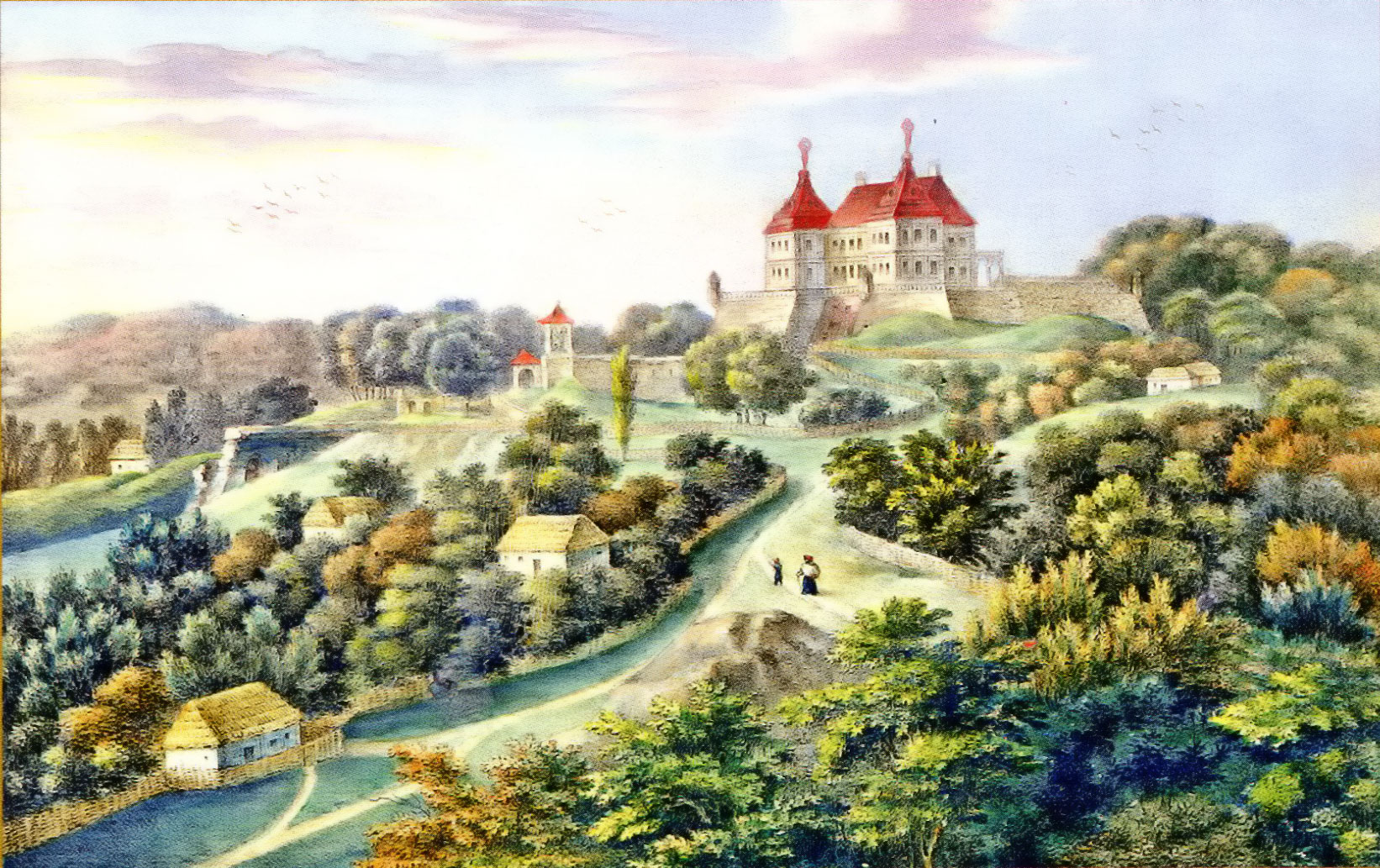
Літографія «Замок у Підгірцях» (Карел Ауер, перша половина XIX століття)
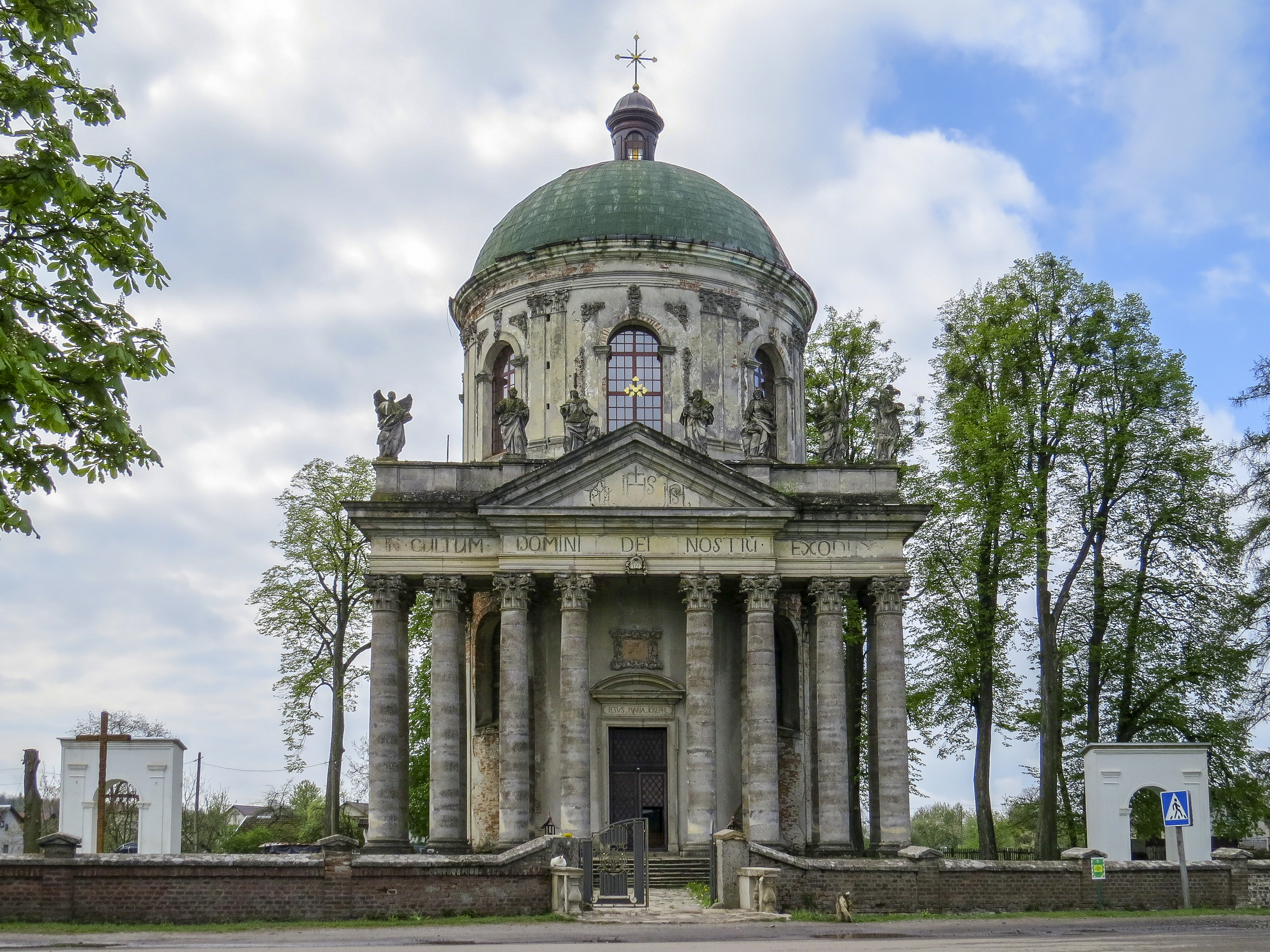
Церква Блаженного Миколая Чарнецького та новомучеників УГКЦ (давніше Храм Воздвиження Чесного Хреста і Святого Йосифа)
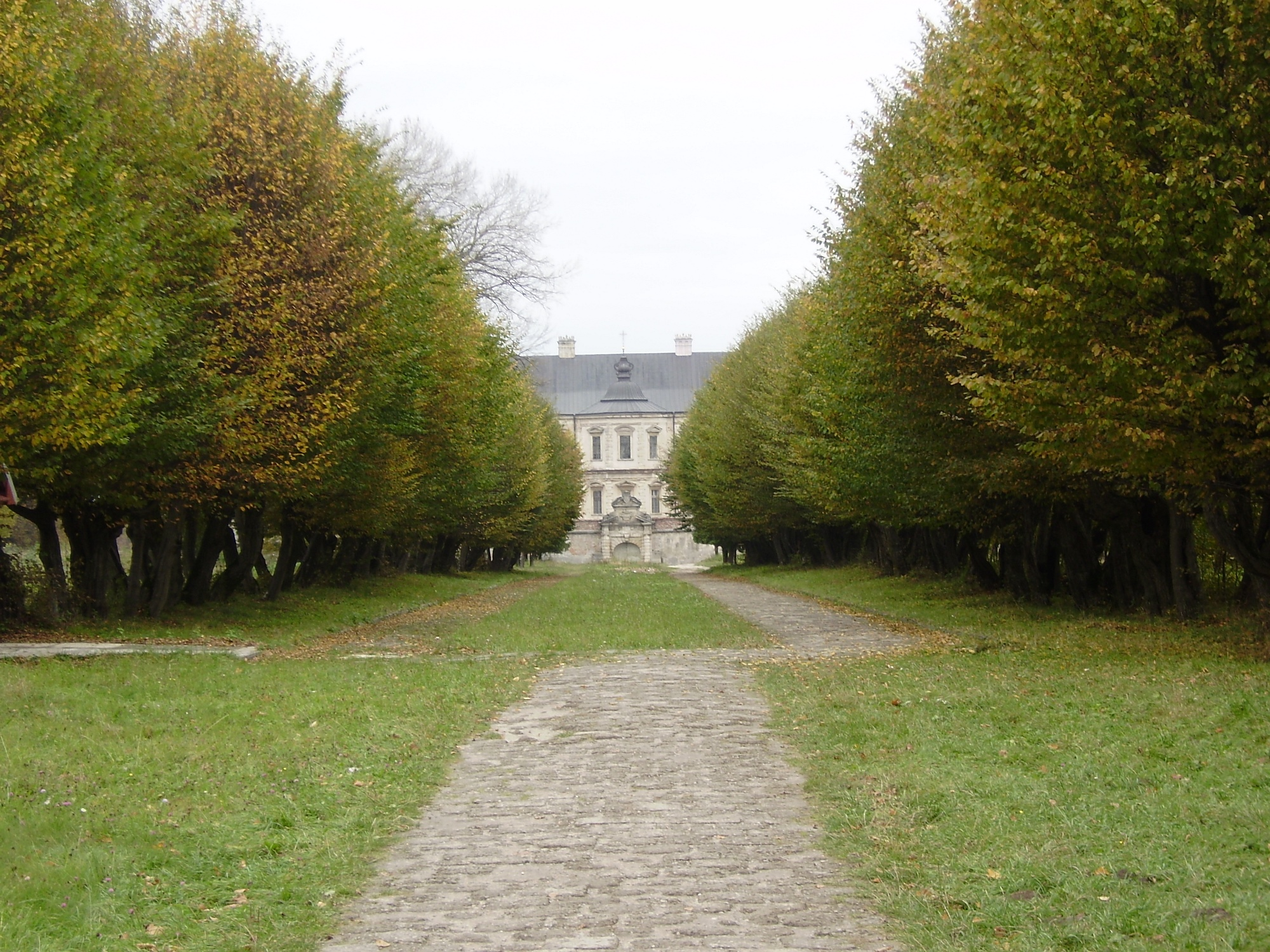
Підгорецький парк
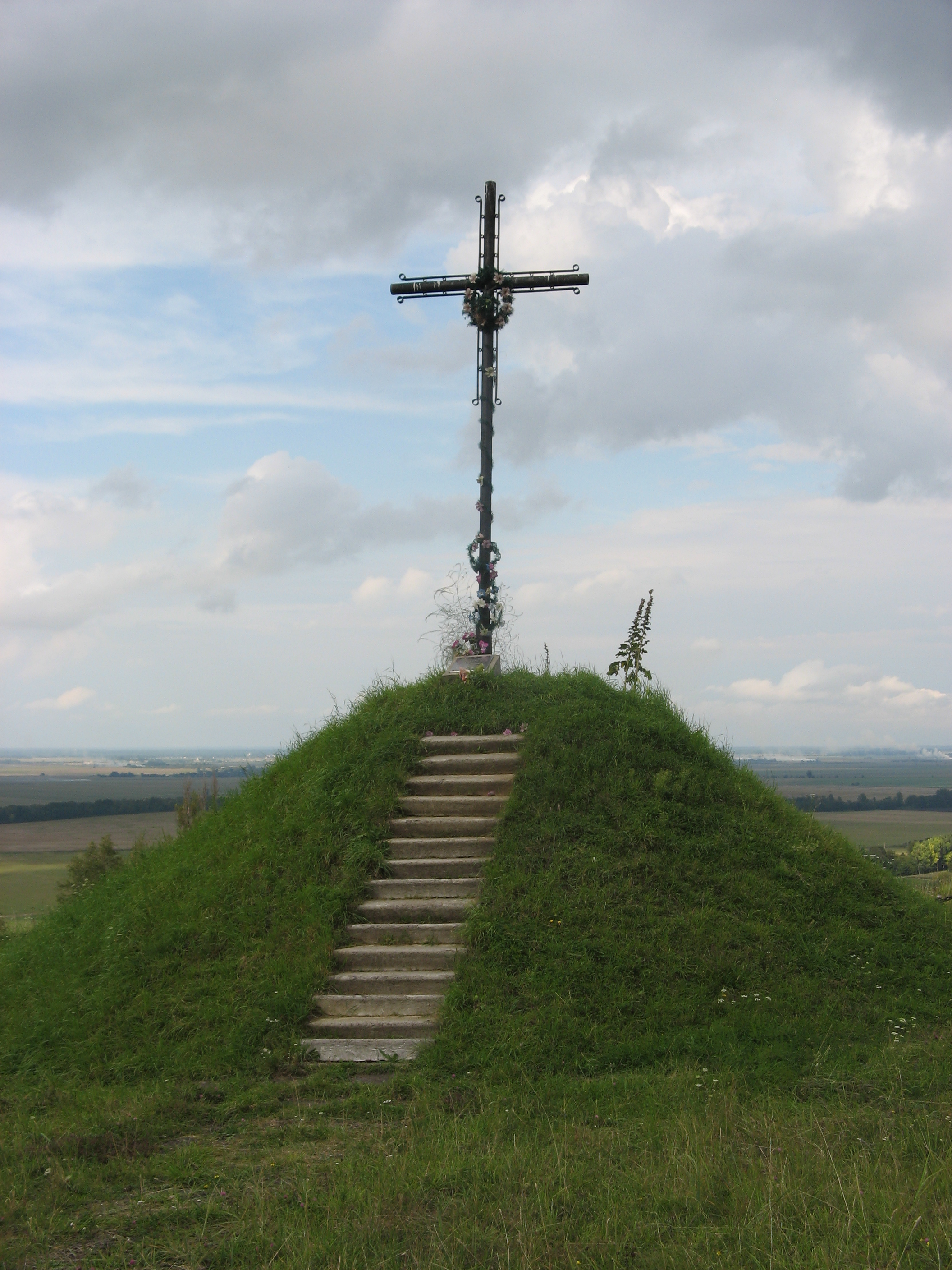
Пам'ятник на братська могила воїнів УПА та вояків української дивізії «Галичина» (1993, околиця села, на схилі Вороняків)
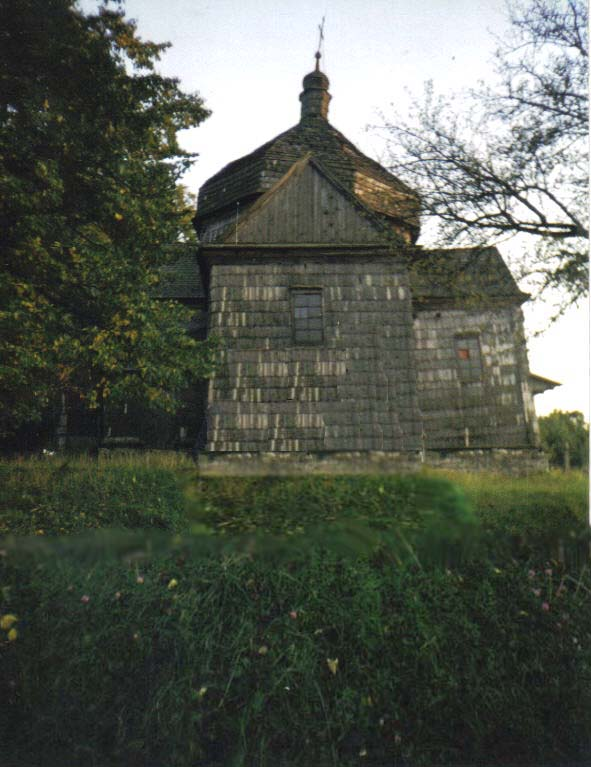
Церква святого Архистратига Михаїла
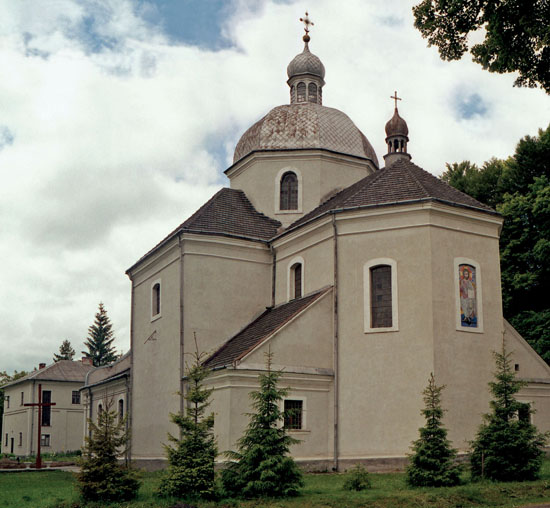
Підгорецький монастир

## Церкви
- Дерев'яна церква Архистратига Михаїла 1720 року, пам'ятка архітектури національного значення. Втрачена, через пожежу 18 травня 2006 року. Заплановано відбудова церкви, яка є частиною Підгорецького архітектурного ансамблю[20].
- Мурований храм святого Архистратига Михаїла. Будівництво храму розпочато у 1924 році за сприяння тодішнього пароха с. Підгірців — отця Василя Пришляка. Отець Василь був заарештований 31 грудня 1944 року, а після Львівського псевдособору, 4 серпня 1946 року засуджений військовим трибуналом військ НКВС СРСР у Львівській області за статтями 54-1"а" та 54-11 Кримінального кодексу УРСР на 10 років каторги[21]. Вже в часи незалежності храм отримав юрисдикцію Бродівського деканату, Львівської єпархії УАПЦ. У 1947—1950 роках парохом тут був отець Володимир Ярема.
- Мурований костел святого Йосифа, збудований упродовж 1752—1766 років, нині — церква Блаженного Миколая Чарнецького та новомучеників УГКЦ. Певний час тут проводили богослужіння представники так званої Української правовірної греко-католицької церкви (секти Догнала), проте в 2012 році вони покинули храм, завдавши йому руйнувань та пошкоджень розпису. Від 2013 року храм належить до Бродівського деканату Сокальсько-Жовківської єпархії УГКЦ[22].

## Культура

### Традиції
- У Підгірцях існував звичай приносити священику теля від корови-первістки, однак, як стверджував о. О. Пристай, селяни вкрай рідко дотримувалися цього через матеріальну скруту та відсутність у господарстві худоби[23][24].

### Фестивалі, забави
12 липня 2018 року, в день апостолів Петра і Павла, на території Підгорецького замку відбувся 1-ий Обласний фестиваль весільних музик «Лабух-фест». Фестиваль проводиться з метою популяризації весільної музики, традицій українських весіль. Дрес-кодом заходу є вишиванка.